# Anders Christiansen
Anders Bleg Christiansen, född 8 juni 1990 i Köpenhamn, är en dansk fotbollsspelare som spelar för Malmö FF i Allsvenskan. Han har tidigare spelat för Lyngby BK och FC Nordsjælland i danska Superligaen, för ChievoVerona i Serie A samt för belgiska KAA Gent. Christiansen representerar också det danska landslaget.

## Klubbkarriär

### Lyngby BK
Christiansen spelade två år i Gentofte-Vangede IF innan han kom till Lyngby som 11-åring. Han gjorde debut 2008 mot Skive IK i Danmarks division 1. Han spelade sammanlagt 85 seniormatcher för Lyngby och gjorde fyra seriemål.

### FC Nordsjælland
Den 25 juli 2012 offentliggjorde FC Nordsjælland, att man hade köpt Christiansen och skrivit ett fyraårskontrakt med honom. Han spelade 83 matcher och gjorde sju mål under 2,5 år i klubben.

### ChievoVerona
Den 15 januari 2015 blev Christiansen klar för Serie A-klubben ChievoVerona. Han debuterade den 1 februari 2015, då han blev inbytt i förlusten med 1-2 mot Napoli, och spelade därefter i ytterligare tre seriematcher innan säsongen var över. Christiansens femte och sista match för ChievoVerona blev cupförlusten mot Salernitana den 17 augusti 2015.

### Malmö FF
Den 26 januari 2016 värvades Christiansen av Malmö FF, med vilka han skrev på ett treårskontrakt. Han debuterade i Allsvenskan den 2 april 2016 i en 3–1-vinst över IFK Norrköping, en match där han även gjorde sitt första allsvenska mål. Den 7 september 2017 förlängde Christiansen sitt kontrakt i MFF fram över säsongen 2022. I november 2017 prisades han dubbelt vid utdelningen av Allsvenskans stora pris, då han vann utmärkelserna både som årets mittfältare, och som årets mest värdefulle spelare. Christiansen vann SM-guld med Malmö under båda sina två säsonger i klubben.

### KAA Gent
Den 4 januari 2018 skrev Christiansen på för den belgiska klubben KAA Gent.

### Återkomst i Malmö FF
Den 9 juni 2018 återvände Christiansen till Malmö FF, där han skrev på ett 4,5-årskontrakt. I juni 2020 blev han utsedd till klubbens lagkapten efter att tidigare lagkaptenen Markus Rosenberg slutat föregående säsong.
I maj 2023 drabbades Christiansen av plötslig yrsel under en träning och fördes till sjukhus för vidare kontroll. Han fick genomgå operation och få en pacemaker inopererad och missade därefter resten av säsongen. Den 24 januari 2024 meddelade Malmö FF att Christiansen åter var spelklar och han gjorde sin återkomst följande dag med spel i en halvtimme i en träningsmatch mot danska Silkeborg IF. Den 28 april 2024 gjorde Christiansen allsvensk återkomst efter 11 månaders frånvaro i en 5–0-seger över AIK, där han blev inbytt i den 77:e minuten mot Isaac Kiese Thelin.
I januari 2025 förlängde Christiansen sitt kontrakt i Malmö FF med två år.

## Landslagskarriär
Christiansen har spelat flera juniorlandskamper för Danmark. I december 2012 blev han av den danska förbundskaptenen Morten Olsen uttagen till A-landslagets träning i USA vintern 2013.
Anders Christiansen blev uttagen i Danmarks trupp till Europamästerskapet i fotboll 2020.

## Meriter
Malmö FF
- Allsvenskan: 2016, 2017, 2020, 2021, 2023, 2024
- Svenska cupen: 2022, 2024